# Udaijin
Udaijin (右大臣?), traducido como ministro de la Derecha, fue una posición gubernamental en Japón a finales de la era Nara y Heian. Fue creada en 702 como parte del Daijō-kan (Departamento de Estado) por el Código Taihō.
El udaijin fue el ministro Inferior de Estado, está sobre las otras ramas del Departamento de Estado como asistente del Sadaijin (ministro de la Izquierda).
El puesto de udaijin junto con el resto de la estructura del Daijō-kan perdió gradualmente el poder en los siglos X y XI, cuando el clan Fujiwara comenzó a dominar la política japonesa. El sistema no tenía poder alguno en el siglo XII, cuando el clan Minamoto se apoderó de la clase aristocrática, no obstante fue desmantelado durante la Restauración Meiji.

## Lista de udaijin
1. Soga no Kurayamada no Ishikawa no Maro (645 - 649)
2. Ōtomo no Nagatoko (649 - 651)
3. Soga no Murajiko (651 - 664)
4. Nakatomi no Kane (671 - 672)
5. Abe no Miushi (701 - 703)
6. Isonokami no Maro (704 - 708)
7. Fujiwara no Fuhito (708 - 720)
8. Nagaya no Ōkimi (721 - 724)
9. Fujiwara no Muchimaro (735 - 737)
10. Tachibana no Moroe (738 - 743)
11. Fujiwara no Toyonari (749 - 757, 764 - 765)
12. Fujiwara no Nagate (766)
13. Kibi no Makibi (766 - 771)
14. Ōnaktomi no Kiyomaro (771 - 781)
15. Fujiwara no Tamaro (782 - 783)
16. Fujiwara no Korekimi (783 - 789)
17. Fujiwara no Tsugutada (790 - 796)
18. Príncipe Miwa (798 - 806)
19. Fujiwara no Uchimaro (806 - 812)
20. Fujiwara no Sonohito (813 - 818)
21. Fujiwara no Fuyutsugu (821 - 825)
22. Fujiwara no Otsugu (825 - 832)
23. Kiyohara no Natsuno (832 - 837)
24. Fujiwara no Tadamori (838 - 840)
25. Minamoto no Tokiwa (840 - 844)
26. Tachibana no Ujikimi (844 - 847)
27. Fujiwara no Yoshifusa (848 - 857)
28. Fujiwara no Yoshimi (857 - 867)
29. Fujiwara no Ujimune (870 - 872)
30. Fujiwara no Mototsune (872 - 880)
31. Minamoto no Masaru (882 - 888)
32. Fujiwara no Yoshiyo (891 - 896)
33. Minamoto no Yoshiari (896 - 897)
34. Sugawara no Michizane (899 - 901)
35. Minamoto no Hikaru (901 - 913)
36. Fujiwara no Tadahira (914 - 924)
37. Fujiwara no Sadakata (924 - 932)
38. Fujiwara no Nakahira (933 - 937)
39. Fujiwara no Tsunesuke (937 - 938)
40. Fujiwara no Saneyori (944 - 947)
41. Fujiwara no Morosuke (947 - 960)
42. Fujiwara no Akitada (960 - 965)
43. Minamoto no Takaakira (966 - 967)
44. Fujiwara no Morotada (967 - 969)
45. Fujiwara no Arihira (969 - 970)
46. Fujiwara no Koretada (970 - 971)
47. Fujiwara no Yoritada (971 - 977)
48. Minamoto no Masanobu (977 - 978)
49. Fujiwara no Kaneie (978 - 986)
50. Fujiwara no Tamemitsu (986 - 991)
51. Minamoto no Shigenobu (991 - 994)
52. Fujiwara no Michikane (994 - 995)
53. Fujiwara no Michinaga (995 - 996)
54. Fujiwara no Akimitsu (996 - 1017)
55. Fujiwara no Kinsue (1017 - 1021)
56. Fujiwara no Sanesuke (1021 - 1046)
57. Fujiwara no Norimichi (1047 - 1061)
58. Fujiwara no Yorimune (1061 - 1066)
59. Fujiwara no Morozane (1066 - 1069)
60. Minamoto no Morofusa (1069 - 1077)
61. Fujiwara no Toshiie (1080 - 1082)
62. Minamoto no Toshifusa (1082)
63. Minamoto no Akifusa (1083 - 1094)
64. Fujiwara no Tadazane (1100 - 1112)
65. Minamoto no Masazane (1115 - 1122)
66. Minamoto no Masasada (1150 - 1154)
67. Konoe Motozane (1157 - 1160)
68. Tokudaiji Kin'yoshi (1160 - 1161)
69. Matsudono Motofusa (1161 - 1164)
70. Fujiwara no Tsunemune (1164 - 1166)
71. Kujō Kanezane (1166 - 1186)
72. Tokudaiji Sanesada (1186 - 1189)
73. Sanjō Sanefusa (1189 - 1190)
74. Fujiwara no Kanemasa (1190 - 1198)
75. Fujiwara no Yorizane (1198 - 1199)
76. Konoe Iezane (1199 - 1205)
77. Fujiwara no Takatada (1205 - 1207)
78. Kazan'in Tadatsune (1207 - 1208)
79. Konoe Michitsune (1208 - 1209)
80. Kujō Yushisuke (1209 - 1211)
81. Tokudaiji Kintsugu (1211 - 1215)
82. Kujō Michiie (1215 - 1218)
83. Minamoto no Sanetomo (1218]] - 1219)
84. Konoe Iemichi (1219 - 1221)
85. Tokudaiji Kintsugu (1221 - 1225)
86. Ōinomikado Morotsune (1225 - 1227)
87. Kujō Norizane (1227 - 1231)
88. Konoe Kanetsune (1231 - 1235)
89. Saionji Tsuneuji (1235 - 1236)
90. Nijō Yoshizane (1236 - 1238)
91. Sanjō Sanechika (1238 - 1240)
92. Ichijō Sanetsune (1240 - 1244)
93. Takatsukasa Kanehira (1244 - 1247)
94. Kujō Tadaie (1247 - 1252)
95. Nijō Michinaga (1252)
96. Kazan'in Sadamasa (1252 - 1254)
97. Saionji Kinsuke (1255 - 1257)
98. Saionji Kinmoto (1258)
99. Tōin Suneo (1258 - 1261)
100. Konoe Motohira (1261 - 1265)
101. Tōin Kinkata (1335 - 1337)
102. Nijō Yoshimoto (1343 - 1381)
103. Tokudaiji Kintoshi (1418 - 1419)
104. Nijō Mochimoto (1419 - 1420)
105. Saionji Sanenaga (1420 - 1421)
106. Sanjō Kinfuyu (1421 - 1423)
107. Ichijō Kaneyoshi (1424 - 1429)
108. Konoe Fusatsugu (1429 - 1438)
109. Takatsukasa Fusahira (1438 - 1446)
110. Nijō Mochimichi (1446 - 1454)
111. Tōin Sanehiro (1454 - 1455)
112. Ichijō Norifusa (1455 - 1457)
113. Sanjō Sanekazu (1457)
114. Konoe Norimoto (1457 - 1462)
115. Tokudaiji Kin'ari (1462 - 1464)
116. Koga Michinao (1464 - 1466)
117. Nijō Masatsugu (1466 - 1468)
118. Kujō Masamoto (1468 - 1475)
119. Takatsukasa Masahira (1475 - 1476)
120. Konoe Masaie (1476 - 1479)
121. Sanjō Kin'atsu (1479 - 1480)
122. Imadegawa Norisue (1480 - 1481)
123. Saionji Sanetō (1481 - 1483)
124. Ōinomikado Nobukazu (1483 - 1487)
125. Kazan'in Masanaga (1487 - 1490)
126. Konoe Hisamichi (1490 - 1497)
127. Imadegawa Kin'oki (1497)
128. Nijō Hisamoto (1497)
129. Koga Toyomichi (1499 - 1500)
130. Kujō Hisatsune (1501 - 1506)
131. Saionji Kinfuji (1506 - 1507)
132. Takatsukasa Kanesuke (1507 - 1515)
133. Sanjō Saneka (1515 - 1518)
134. Nijō Tadafusa (1518 - 1521)
135. Ōinomikado Tsunena (1521 - 1523)
136. Konoe Taneie (1523 - 1528)
137. Koga Michinobu (1528 - 1536)
138. Takatsukasa Tadafuyu (1538 - 1541)
139. Ichijō Fusamichi (1541 - 1542)
140. Sanjōnishi Kin'eda (1542 - 1543)
141. Sanjō Kinyori (1543 - 1545)
142. Imadegawa Kinhiko (1545 - 1546)
143. Nijō Haruyoshi (1546 - 1547)
144. Ichijō Kanefuyu (1547 - 1553)
145. Konoe Sakihisa (1553 - 1554)
146. Kujō ?? (1574 - 1576)
147. Ichijō ?? (1576 - 1577)
148. Oda Nobunaga (1577 - 1578)
149. Nijō Akizane (1579 - 1584)
150. Kikutei Harusue (1585 - 1595, 1598 - 1603)
151. Tokugawa Ieyasu (1603)
152. Toyotomi Hideyori (1605 - 1607)
153. Konoe Nobuhiro (1615 - 1620)
154. Saionji ?? (1620 - 1621)
155. Konoe Motohiro (1671 - 1677)
156. Takatsukasa Kanehiro (1683 - 1690)
157. Konoe Iehiro (1693 - 1704)
158. Kujō ?? (1704 - 1708)
159. Tokugawa Iemochi (1864 - 1866)

- Datos: Q1351174